# 明日賀じゅん
明日賀 じゅん（あすか じゅん、9月16日 - ）は、日本の漫画家。長崎県長崎市出身。血液型はB型。

## 略歴
2003年、「恋する宇宙人」でなかよし新人まんが賞準入選を受賞し、『なかよしラブリー』（講談社）夏の号でデビュー。同期は遠山えま、桃雪琴梨。

## 作品リスト
- ナイトメアー・ビフォア・クリスマス（単行本全1巻） ISBN 4-06-334936-5（2004年版）とISBN 4-06-364091-4（2005年版）
- 恋する宇宙人（デビュー作）
- 恋の特別授業（本誌別冊登場）
- さるっち
- シューティング☆スター
- 小さな妖精プティの日記 from Disney Fairies（単行本全1巻） ISBN 978-4-06-372303-8
- 1〜2mをかける少女（単行本全1巻） ISBN 978-4-06-364262-9